# 町麻衣
町 麻衣（まち まい、7月28日 - ）は、日本の漫画家。北海道出身。 妹は声優の齋藤綾。

## 来歴・人物
北海道湧別高等学校、専門学校札幌デザイナー学院卒業後、2007年にフィール・ヤングにて『まよわないでよ』でデビュー。
2012年1月に実家で酪農の仕事をしている園美と、高校の同級生で漁師のテツを描いた『はしっこの恋』を発刊した。主人公が農業をする漫画は、二ノ宮知子「GREEN～農家のヨメになりたい～」、農業高校を舞台にした荒川弘「銀の匙 Silver Spoon」などがあるが、酪農業と漁業の組み合わせは初である。
2015年にan・anマンガ大賞準大賞を受賞した。
2017年8月に短編集として『一世の一生』を出し、10月7日には『アヤメくんののんびり肉食日誌』が実写映画化された。監督は芝崎弘記、黒羽麻璃央と足立梨花のW主演。

## 刊行作品
- 『はしっこの恋』（祥伝社、全2巻）
  1. 2012年1月7日発売、ISBN 978-4-396-76538-5
  2. 2012年10月6日発売、ISBN 978-4-396-76561-3
- 『アヤメくんののんびり肉食日誌』（祥伝社、既刊19巻）
- 『一世の一生』（祥伝社、全1巻）
  1. 2017年8月8日発売、ISBN 978-4-396-76710-5

## 外部サイト
- 町麻衣
- 町 麻衣 (@MaiMachi) - X（旧Twitter）